# 大亮相
《大亮相》是光啟文教視聽節目服務社製作、中華電視台播出的競賽遊戲節目，於1985年11月5日至同年12月31日每週一至週五18:30～18:57首播、1986年1月2日至2月28日每週一至週五19:00～19:30首播；共播出72集。該節目介紹國內、國外各種才藝表演及趣味競賽，並以打破世界紀錄為目標。歷任主持人有待確認。

## 節目內容
以下是曾經出現過的內容，其餘內容均還有待確認。
- 偷拍大亮相

是製作單位購買國外影片的版權並播映給觀眾看的一種影片，放映一些「偷拍畫面」或「出糗畫面」，其內容可說是整人節目的一類。
- 喝啤酒比賽

參賽者扮演美國西部牛仔，進行喝啤酒比賽。只要參賽者以最短的時間喝完一整杯標準啤酒杯量的啤酒，即成為紀錄保持人，直至有人打破其紀錄為止。該節目創下最短喝啤酒的速度約為19秒。
- 小汽車塞人

臺北市立芳和國民中學與臺北市立民權國民中學各自挑戰在一輛排氣量1200立方公分的國產旅行車中塞滿人，成績都是塞進39人，沒有打破世界紀錄。
- 籃壇第一長人

榮工籃球隊隊員劉安富，身高207公分名列國內籃球界第一長人。
- 胖小子

嘉義男童黃韋文，體重125公斤在小學生中排名第一；但他食量不大、每餐固定兩碗飯，他的父母身材正常，他不斷發胖的原因難解。
- 快速編織

媽媽級的婦女參賽，挑戰誰的編織作品又快又好。
- 捧蛋百米賽

媽媽級的婦女參賽，挑戰單手捧一顆雞蛋快走一百公尺且不使雞蛋落下。
- 搶椅子

一項「人多椅子少」的遊戲。日本某公司的職員運動會進行四千人次以上的搶椅子遊戲，創下世界紀錄；製作單位請來育達商職日間部及夜間部學生共計六千人，挑戰世界紀錄。
- 矇眼七剪

理髮師石勝次，矇住雙眼，雙手持七支剪刀為人理髮。
- 捧碗高手

一位餐廳跑堂，雙手可以捧起八碗飯。
- 美腿祖母

先播出美國一位老婦的美腿影片，後接獲一位超過50歲的老婦報名希望到節目中與這位老婦比美腿。
- 氣功拖火車

彰化縣溪湖鎮強人張勝傑，以氣功拖動38.1公噸重的兩節貨運列車車廂。
- 盲目開車

張勝傑在雙眼看不見的情況下開車，憑感覺避開障礙物。

## 資料來源
1. ↑  華視台史館－經典節目－綜藝社教－益智節目（社教類）[永久]
2. 1 2 3 4 5 6 7 8 9 10 11  筱，〈每天傍晚六點三十分的時刻── 男女老幼高矮胖瘦大亮相〉 （页面存档备份，存于），《華視綜合週刊》第740期（華視綜合週刊社1985年12月23日出版）第48至51頁。